# Anneaux de Jupiter

Schéma du système d'anneaux de Jupiter montrant ses quatre éléments principaux.

Les anneaux de Jupiter (ou système d'anneaux jovien) sont un ensemble d'anneaux planétaires orbitant autour de la planète Jupiter. Le système est découvert en 1979 par la sonde spatiale Voyager 1. Il est le troisième système d'anneaux à avoir été découvert après ceux de Saturne et ceux d'Uranus.
Le système d'anneaux jovien est ténu et principalement composé de poussière cosmique. Il est divisé en plusieurs anneaux : le halo, l'anneau principal et l'anneau gossamer. Un autre anneau pourrait exister dans l'orbite d'Himalia, bien que cela reste à confirmer.
La masse totale exacte du système d'anneau est estimée entre 1011 et 1016 kilogrammes, alors que son âge n'est pas connu.

## Découverte et observation

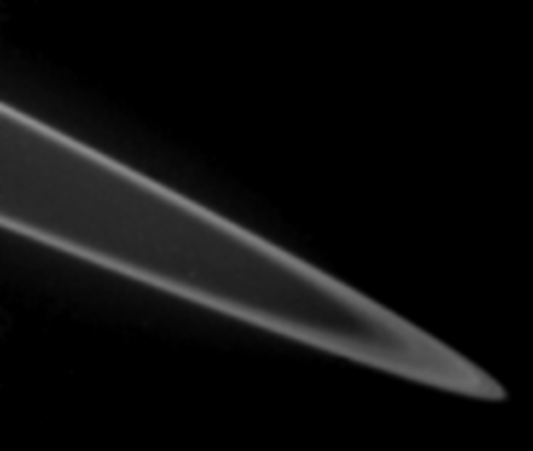
Vue des anneaux de Jupiter par Voyager 2 en juillet 1979.

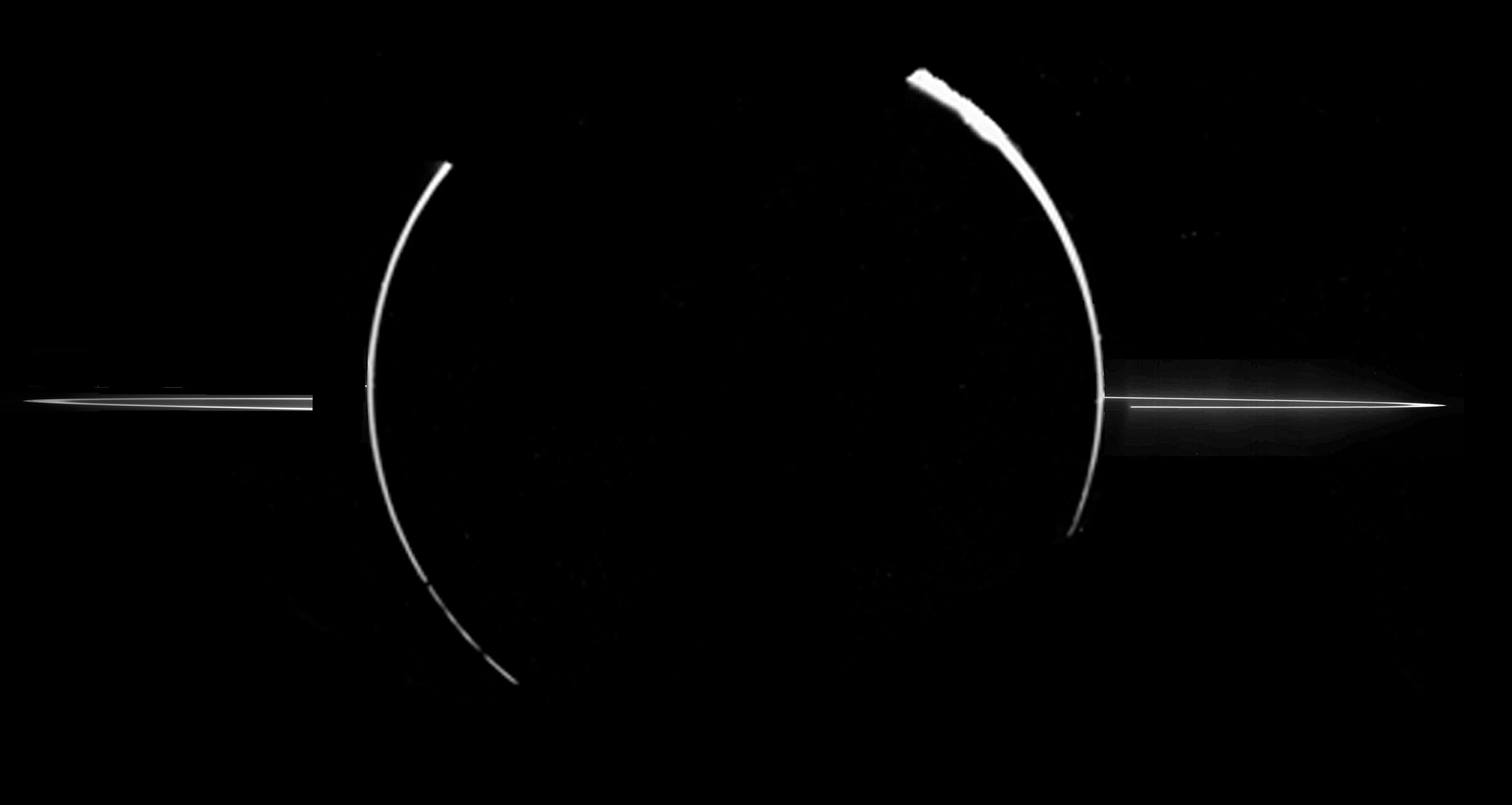
Mosaïque des anneaux de Jupiter réalisée par la sonde Galileo et publiée en septembre 1998.

L'existence d'anneaux autour de Jupiter est postulée la première fois en 1974, alors que la sonde Pioneer 11 détecte des irrégularités à quelques dizaines de milliers de kilomètres autour de la planète. Cinq ans plus tard, en mars 1979, les anneaux de Jupiter sont observés pour la première fois par la sonde spatiale Voyager 1,.
Au cours des années 1990, l'arrivée du télescope spatial Hubble permet d'observer les anneaux de Jupiter pour la première fois à partir de la Terre. Au cours de la même décennie et au début des années 2000, la sonde Galileo permet de mieux caractériser les anneaux. En 2002 et en 2003, la sonde spatiale passe ainsi deux fois à travers les anneaux gossamer. Lors de ses passages, son détecteur de poussières DDS (Dust Detector Subsystem) capte des poussières de grandeurs variant de 0,2 à 5 μm,. De plus, la sonde détecte de petits corps discrets (< 1 km) près d'Amalthée.
Des images obtenues au début de l'année 2007 par la sonde spatiale New Horizons révèlent une fine structure riche[Quoi ?] dans l'anneau principal.
Encore de nos jours, l'observation des anneaux de Jupiter à partir du sol exige les plus grands télescopes actuellement disponibles.

## Caractéristiques physiques
Le système d'anneaux jovien est principalement composé de poussières,. Il est divisé en trois ou quatre anneaux : le halo, l'anneau principal et l'anneau gossamer, qui est parfois subdivisé en l'anneau d'Amalthée et de Thébé, du nom des lunes qui sont situées à proximité.
Un autre anneau pourrait exister dans l'orbite d'Himalia, bien que cela reste à confirmer.
L'anneau principal et l'anneau halo seraient composés de poussières éjectées des lunes Métis et Adrastée, ainsi que par le résultat d'impact à haute vitesse d'autres corps parents inobservables.
Les anneaux émettent dans les basses fréquences visibles, ainsi qu'en proche infrarouge, ce qui leur confère une coloration rouge ; mais l'anneau halo est neutre ou légèrement bleuté. La grosseur des poussières dans les anneaux varient, mais la zone de la coupe transversale[Quoi ?] présente des particules non sphériques d'environ 15 micromètres (μm) de rayon dans tous les anneaux sauf le halo. L'anneau halo est probablement dominé par des poussières submicrométriques.
La masse totale exacte du système d'anneau est estimée entre 1011 et 1016 kg alors que l'âge du système d'anneau n'est pas connu. Il pourrait avoir existé depuis la formation de Jupiter.

### Anneau principal

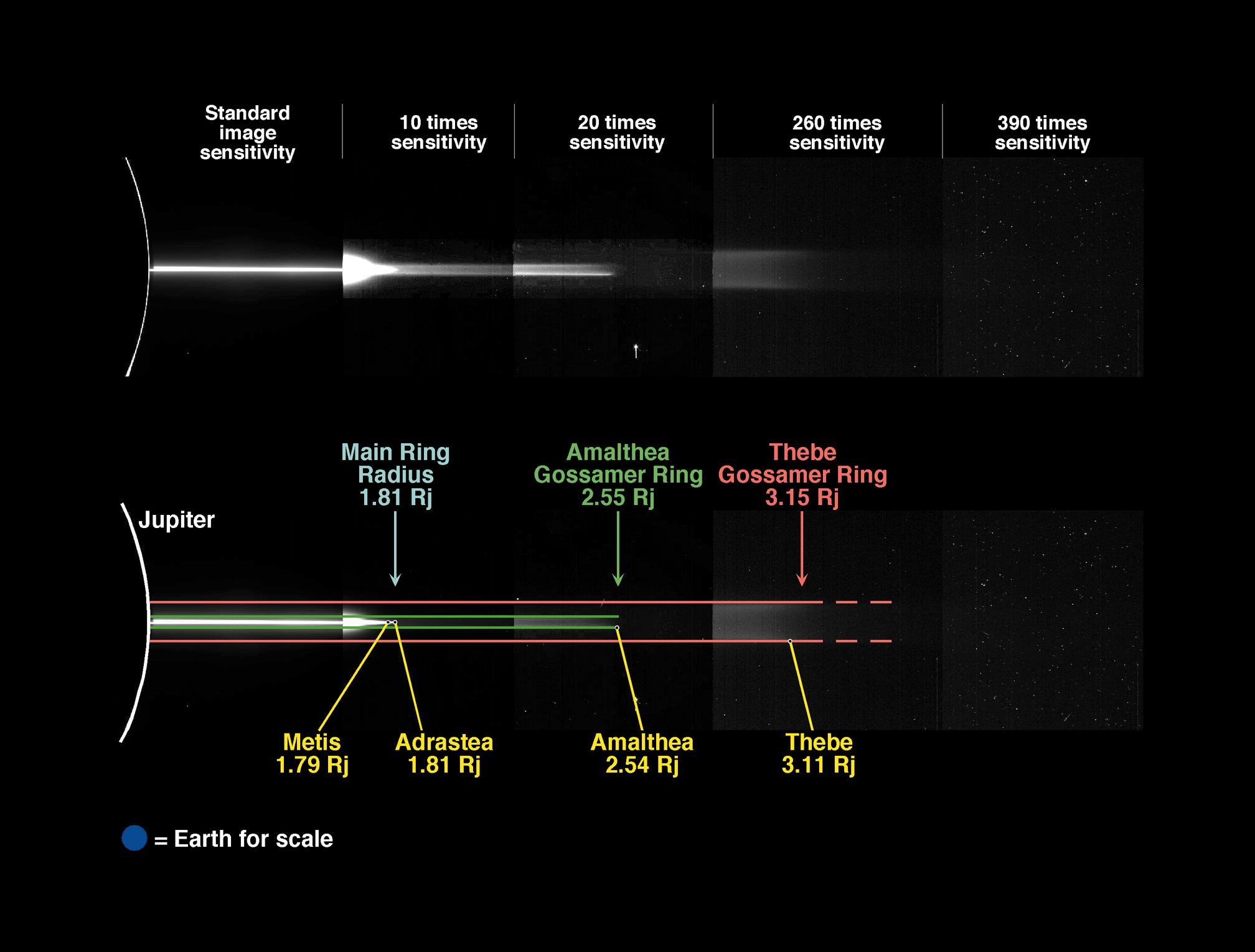
Illustration du système d'anneau Jovien avec un schéma démontrant les positions des anneaux et des satellites

L'anneau principal de Jupiter est relativement mince et étroit, en plus d'être l'élément le plus brillant du système d'anneau de Jupiter. Sa bordure interne est située à environ 122 000 km de l'astre alors que sa bordure externe est à environ 129 000 km. Cette dernière concorde avec le plus petit satellite interne de la planète, soit Adrastée,.
Bien que la largeur de cet anneau soit de près de 6 500 km, l'apparence de ce dernier varie selon la ligne de visée. Vers l'avant, la luminosité de l'anneau diminue fortement autour de 128 600 km (vers l'intérieur de l'orbite d'Adrastée) et atteint le niveau le plus bas à 129 300 km (vers l'extérieur de l'orbite d'Adrastée). Cela indiquerait une forte influence de cette lune sur l'anneau,.
Par la suite, la luminosité croit et atteint un maximum autour de 126 000 km de la planète. Il faut cependant noter un écart près de l'orbite de Métis, à environ 128 000 km.

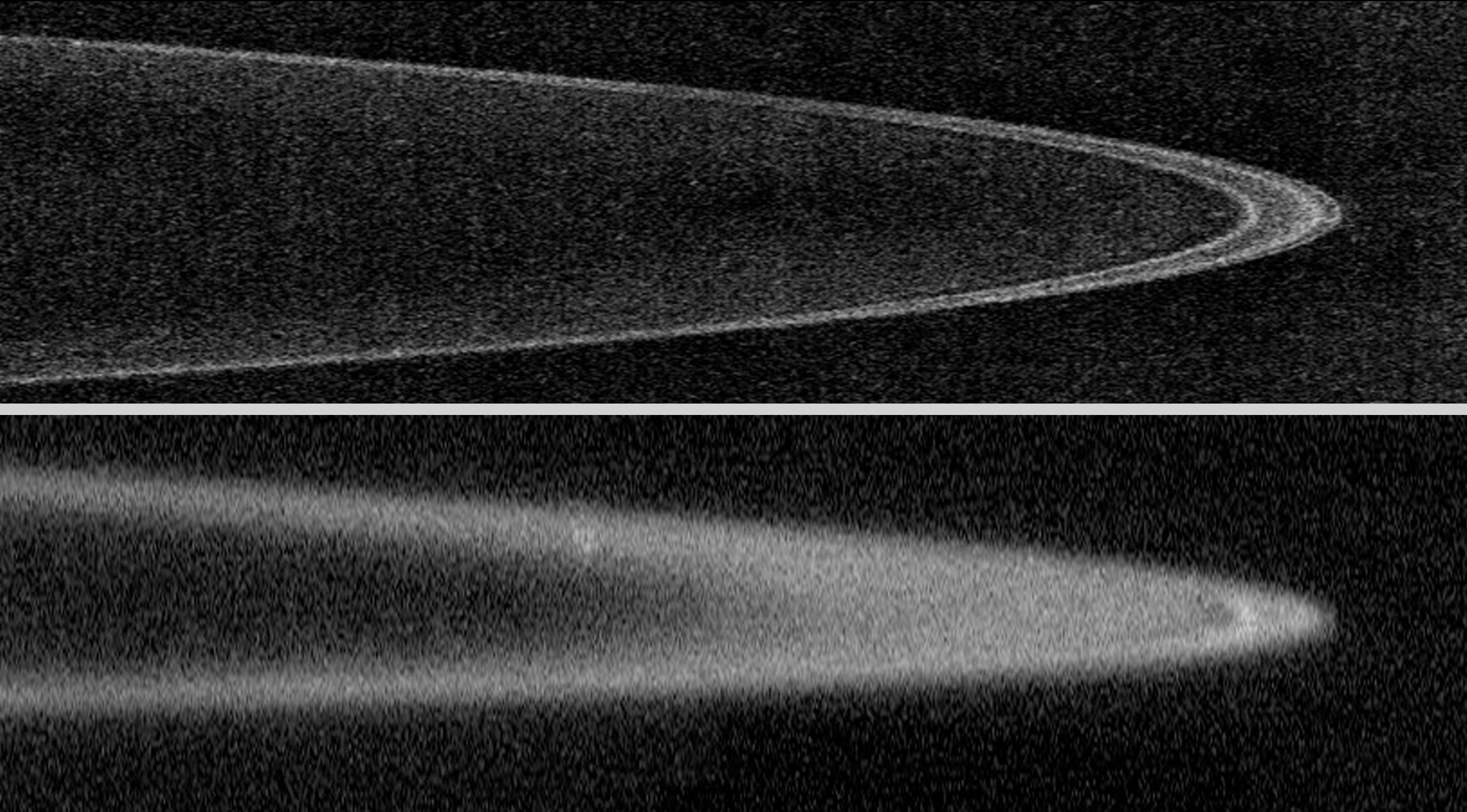
L'image du dessus, prise par la sonde spatiale New Horizons, montre l'anneau principal avec de la lumière rétrodiffusée. La de sa partie externe est visible. L'image du bas montre l'anneau principal avec de la lumière diffuse vers l'avant. Celle-ci démontre son manque de structure à l'exception de l'écart où l'orbite de Métis.

La situation est différente du côté de la lumière rétrodiffusée. La limite externe de l'anneau est située à 129 100 km, légèrement au-delà de l'orbite d'Adrastée, bien qu'au-delà de l'orbite de Métis, la luminosité diminue fortement.
Avec la lumière rétrodiffusée, il est possible de diviser l'anneau principal en deux : la partie entre 128 000 et 129 000 km et la partie entre 122 500 et 128 000 km,.
Observée par la lumière rétrodiffusée, l'épaisseur de l'anneau n'est pas très importante, ne dépassant pas les 30 km. Dans une géométrie de diffusion latérale[Quoi ?], on passe à une épaisseur de 80 à 160 km,, alors qu'avec une géométrie de diffusion vers l'avant[Quoi ?] donne 300 km d'épaisseur.
Des analyses détaillées de Galileo montrent des variations longitudinales de la luminosité de l'anneau principal, indépendamment de la géométrie de visée[Quoi ?].

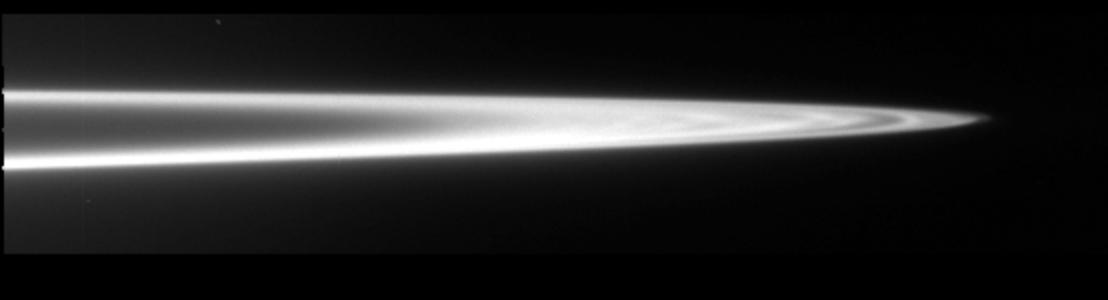
Image de l'anneau principal obtenue par Galileo.

Des spectres couvrant la plage de 0,5 à 2,5 μm obtenus à partir des mesures de Hubble, Keck, Galileo et Cassini-Huygens, montrent que la couleur des particules composants l'anneau principal sont rougeâtres, ce qui indique un albédo plus élevé pour des longueurs d'onde plus grandes. Ces spectres sont très similaires à ceux d'Adrastée et d'Amalthée.
Les propriétés de l'anneau principal peuvent être expliquées par l'hypothèse qu'il contient une grande quantité de poussières composées de particules allant de 0,1 à 10 μm. Cela expliquerait la différence entre la diffusion vers l'avant et celle rétrodiffusée,. Par contre, des corps plus importants seraient requis pour expliquer la forte rétrodiffusion et la structure fine de la partie extérieure brillante de l'anneau,.
Les analyses et les données du spectre mènent à la conclusion que la répartition des petites particules suit une loi de puissance,,:
{\displaystyle n(r)=A\times r^{-q}}
où {\displaystyle n(r)} est le nombre de particules possédant un rayon défini dans un certain intervalle et {\displaystyle A} est un paramètre de normalisation choisi pour correspondre au flux lumineux total connu de l'anneau. Le paramètre {\displaystyle q} = 2,0 ± 0,2 pour des particules de {\displaystyle r} < 15 ± 0,3 μm et {\displaystyle q} = 5 ± 1 pour les particules de {\displaystyle r} > 15 ± 0,3 μm. La distribution des particules de taille allant du millimètre au kilomètre demeure indéterminée. La diffusion de la lumière dans ce modèle est dominée par les particules ayant un rayon d'environ 15 μm,.
La loi de puissance évoquée précédemment permet l'estimation de l'épaisseur optique ({\displaystyle \scriptstyle \tau }) de l'anneau principal : {\displaystyle \scriptstyle \tau _{s}=1,3\times 10^{-6}} pour la poussière et  {\displaystyle \scriptstyle \tau _{l}\,=\,4.7\times 10^{-6}} pour les corps plus gros (la forme des particules est prétendue comme étant ronde).
La masse totale de la poussière est estimée entre 107 et 109 kg, alors que pour les corps plus gros, excluant Adrastée et Métis, elle est d'environ 1011 à 1016 kg, ça dépend de leur taille maximale. La valeur supérieure correspond à un diamètre de particule d'un kilomètre.

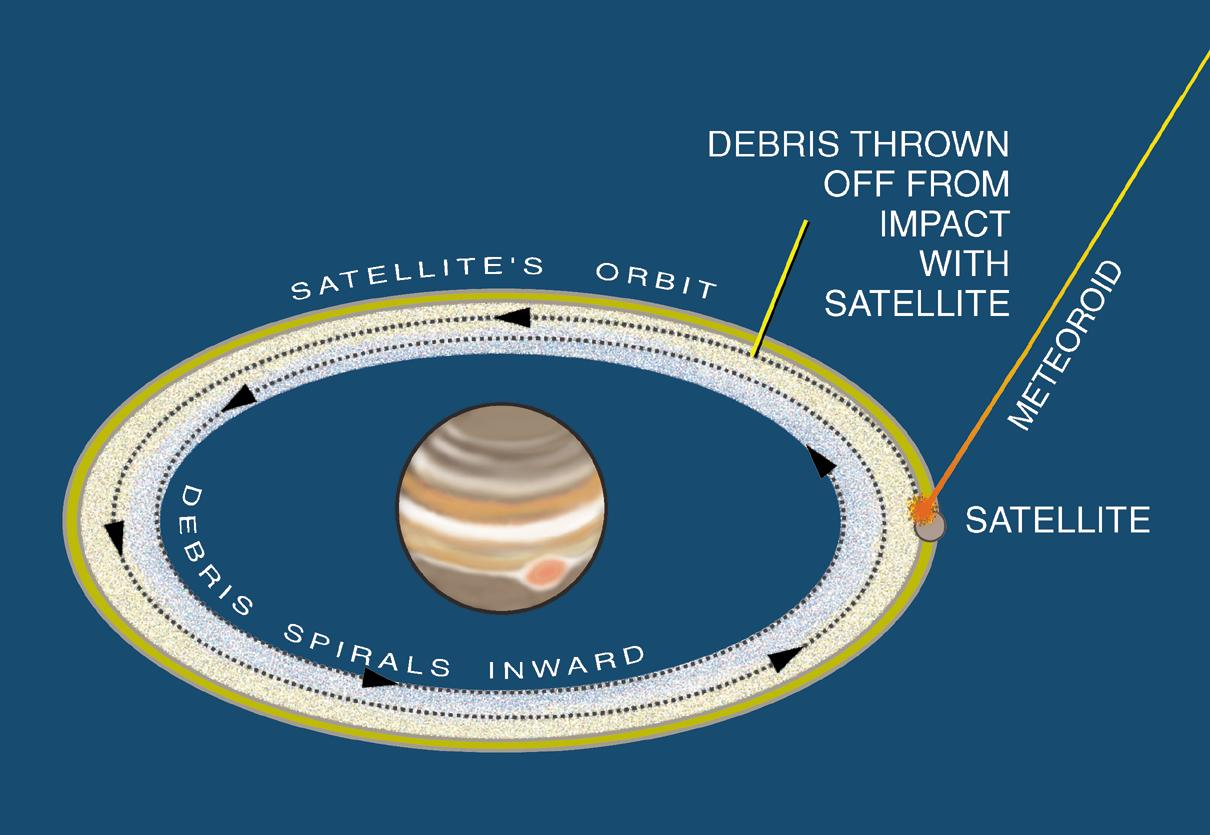
La formation des anneaux de Jupiter.

La poussière est retirée de l'anneau principal par une combinaison de l'effet Poynting-Robertson et des forces électromagnétiques provenant de la magnétosphère de Jupiter,. L'espérance de vie des particules de poussière sur l'anneau principal serait de 100 à 1 000 ans,. La poussière serait donc renouvelée lors de collisions entre les corps plus grands, allant de 1 cm à 0,5 km, ou entre la collision entre ces mêmes grands corps et des particules de grande vitesse provenant de sources externes au système jovien,.
Enfin, le côté intérieur de l'anneau se situe entre 124 000 et 120 000 km, fusionnant avec l'anneau d'halo,.

### Halo
Le halo est à la fois l'anneau la plus près et le plus épais de Jupiter. Son extrémité extérieure coïncide avec l'extrémité intérieure de l'anneau principal, à une distance de 122 500 km de la géante gazeuse,. L'épaisseur augmente au fur et à mesure que l'on s'approche de la planète. On a ainsi détecté la présence de matériau jusqu'à 10 000 km au-dessus du centre vertical de l'anneau,.
Quant à elle, la limite interne de l'anneau se situe à environ 100 000 km, bien qu'on note de la matière jusqu'à 92 000 km. Ainsi, l'anneau fait environ 30 000 km de large. Il ressemble à un tore épais sans structure interne définie. Contrairement à l'anneau principal, cet anneau dépend très peu de la géométrie de visée.
Les propriétés associées au spectre ne sont pas les mêmes que pour l'anneau principal, notamment au niveau de l'albédo.
Les particularités optiques du halo pourraient s'expliquer par une composition exclusive de particules de taille inférieure à 15 μm,,. Des parties plus éloignées du plan central de l'anneau pourraient même être constituées de particules submicrométriques,,. Cette composition poussiéreuse expliquerait la diffusion beaucoup plus forte vers l'avant, les couleurs plus bleues et le manque de structures visibles dans le halo. La poussière provient probablement de l'anneau principal, une affirmation appuyée par le fait que l'épaisseur optique {\displaystyle \scriptstyle \tau _{s}\,\sim \,10^{-6}} des particules du halo est comparable à celle de la poussière de ce dernier,.

### Anneau de gossamer
L'origine des poussières dans les anneaux gossamer serait semblable à celle de l'anneau principal et du halo. Ces sources seraient ainsi les lunes joviennes internes Amalthée et Thébé, dont les impacts issus de projectiles à haute vitesse provenant de l'extérieur du système jovien auraient projeté des particules de poussières de leurs surfaces. Ces particules sont initialement retenues sur la même orbite que leur lune, puis elles descendent en spirale vers l'intérieur par effet Poynting-Robertson.

#### Anneau d'Amalthée
L'anneau gossamer interne, également nommé anneau d'Amalthée, est composé d'une très fine structure avec une section transversale rectangulaire, qui s'étend de l'orbite d'Amalthée, à 182 000 km, jusqu'à environ 129 000 km,. Sa limite interne n'est pas clairement définie en raison de la présence de l'anneau principal et du halo, qui sont beaucoup plus brillants. L'épaisseur de l'anneau est d’approximativement 2 300 km près de l'orbite d'Amalthée et diminue légèrement en direction de Jupiter,.
La limite externe de l'anneau est relativement inclinée, causant une baisse abrupte de sa luminosité juste avant l'orbite d'Amalthée. Avec la lumière diffusée vers l'avant, la luminosité de l'anneau semble être 30 fois plus faible que celle de l'anneau principal. Avec la lumière rétrodiffusée, seuls le télescope Keck et l'ACS de Hubble ont réussi à le détecter. La diffusion vers l'arrière permet de montrer davantage de structures de l'anneau,.

#### Anneau de Thébé
L'anneau gossamer externe, également nommé anneau de Thébé, est l'anneau jovien le plus fin. Il s'étend de l'orbite de Thebe, à 226 000 km, jusqu'à environ 129 000 km,. L'anneau à une continuation à peine visible dépassé l'orbite de Thébé, qui s'étend jusqu'à 280 000 km, appelée l'extension de Thébé,. Avec de la lumière diffusée vers l'avant, la luminosité de l'anneau est environ 3 fois plus faible que celle de l'anneau d'Amalthée. Dans la lumière rétrodiffusée, seul le télescope Keck a pu le détecter.
La profondeur optique de cet anneau est d'environ 3 × 10-8, soit trois fois plus petite que celle de l'anneau d'Amalthée, et la masse totale de poussière reste semblable, soit environ 107–109 kg,,.

### Anneau hypothétique d'Himalia

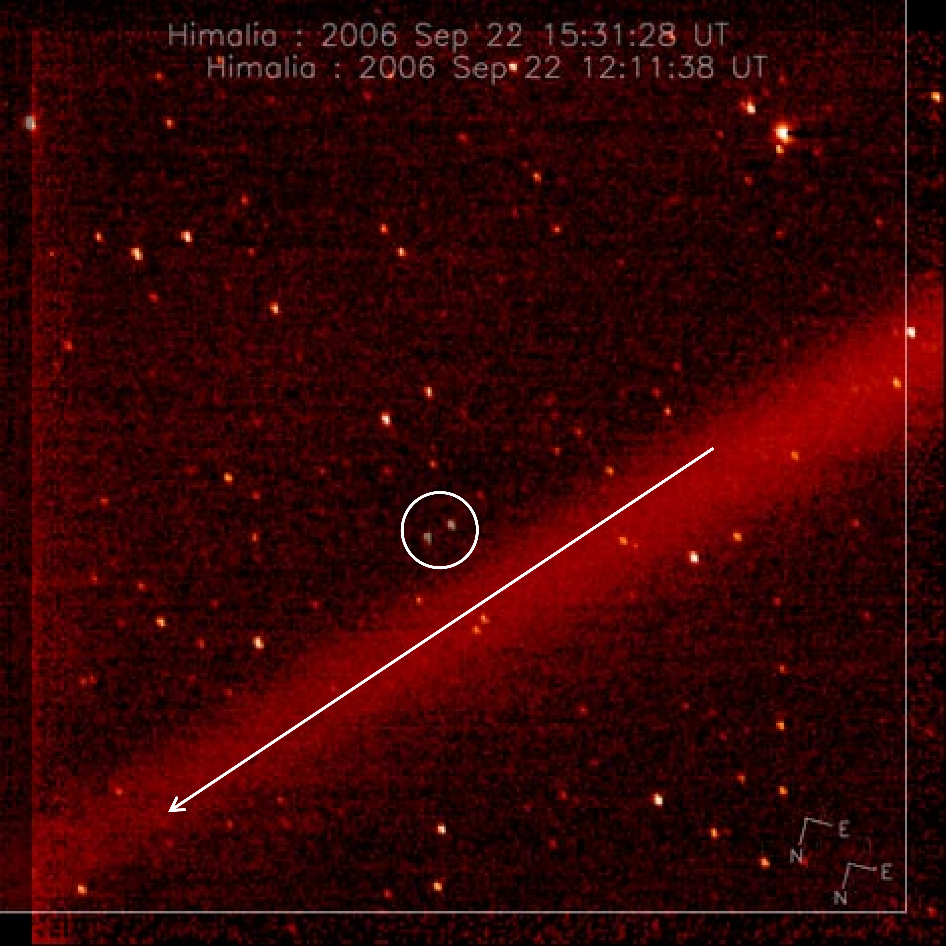
Image de synthèse de l'hypothétique anneau d'Himalia par la sonde spatiale New Horizons

Un nouvel anneau pourrait être apparu autour de Jupiter au début des années 2000. En effet, la sonde New Horizons a photographié une structure qui y ressemble lors de son passage près de la géante gazeuse en septembre 2006, alors que les sondes précédentes n'avaient rien vu.
Une des explications possibles est qu'une petite lune se serait écrasée à la surface de Himalia et que la force de l'impact aurait propulsé des matériaux dans son orbite. Des chercheurs ont pensé que la petite lune Dia, découverte en 2000 et perdue par la suite, pourrait être la cause de cet impact. Cependant, la redécouverte de Dia en 2010 et en 2011 écarte celle-ci, bien que l'hypothèse qu'une autre lune soit impliquée n'est pas écartée.